# Municipio de Gasper
El municipio de Gasper (en inglés: Gasper Township) es un municipio ubicado en el condado de Preble en el estado estadounidense de Ohio. En el año 2010 tenía una población de 3909 habitantes y una densidad poblacional de 63,89 personas por km².

## Geografía
El municipio de Gasper se encuentra ubicado en las coordenadas 39°41′9″N 84°38′52″O / 39.68583, -84.64778. Según la Oficina del Censo de los Estados Unidos, el municipio tiene una superficie total de 61.19 km², de la cual 60,29 km² corresponden a tierra firme y (1,46 %) 0,89 km² es agua.

## Demografía
Según el censo de 2010, había 3909 personas residiendo en el municipio de Gasper. La densidad de población era de 63,89 hab./km². De los 3909 habitantes, el municipio de Gasper estaba compuesto por el 97,19 % blancos, el 0,74 % eran afroamericanos, el 0,13 % eran amerindios, el 0,33 % eran asiáticos, el 0,31 % eran de otras razas y el 1,3 % eran de una mezcla de razas. Del total de la población el 0,9 % eran hispanos o latinos de cualquier raza.